# ガリベンズ矢野
ガリベンズ矢野（がりべんずやの、1981年1月27日 - ）は、日本のお笑い芸人。ものまねタレント。身長は176cm、体重は75kg。本名は矢野 正樹（やの まさき）。お笑いコンビ「ガリベンズ」のツッコミ担当だったが、解散後はピン芸人として活動している。

## 経歴
香川県立観音寺第一高等学校卒業、横浜国立大学教育人間科学部学校教育課程卒業、横浜国立大学大学院教育学研究科健康・スポーツ系教育専攻修了。
2005年に、トップ・カラーに所属し、新藤充とお笑いコンビ「ガリベンズ」を結成したが、2016年に矢野の出身地である香川県観音寺市で行われた「銭形まつり」を最後に解散した。
解散後は、サンミュージックプロダクションに所属し、ピン芸人「ガリベンズ矢野」名義で活動を続ける（新藤は「みつる体操お兄さん」の芸名でものまねタレントとして活動）。
また芸人と並行して大学や専門学校での講師を務めている。
「観音寺市ふるさと応援大使」も務めている。

## 人物
小学校教員免許・中高保健体育教員免許・書道師範を取得している。
特技は野球（芸人草野球リーグに所属）。ものまね。

## ものまねレパートリー
- 上田晋也（くりぃむしちゅー）- 本人との共演済。矢野が結婚する際には上田が婚姻届の証人になった[6]。
- 設楽統（バナナマン）
- 小籔千豊
- 富澤たけし（サンドウィッチマン）
- 川島明（麒麟）
- 西田敏行
- 阿部寛
- 堤真一
- 小峠英二（バイきんぐ）
- 飯尾和樹（ずん）
- 飯塚悟志 （東京03）
- 片岡愛之助
- 石橋貴明（とんねるず）
- 矢作兼（おぎやはぎ）
- 後藤輝基（フットボールアワー）
- 鈴木亮平
- 立川志らく
- チャンス大城
- 松重豊
- 古田新太
- マツコ・デラックス
- 山里亮太（南海キャンディーズ）
- 尾木直樹
- 柴田理恵
- 小手伸也
- ムロツヨシ
- 土田晃之
- 伊集院光
- 仲本工事
- 江口直人（どぶろっく）
- カズレーザー（メイプル超合金）
- ウッチャンナンチャン
- 高橋克実
- パトリック・ハーラン（パックンマックン）
- アンタッチャブル
- 西村博之（ひろゆき）- 本人との共演済。
- 東谷義和（ガーシー）
- 坂井良多（鬼越トマホーク）
- 中岡創一（ロッチ）
- 加藤浩次
- 中山秀征
- ダチョウ倶楽部
- リリー・フランキー
- つるの剛士
- 木下ほうか
- バカリズム
- カンニング竹山
- 朝倉未来
- 井上陽水
- 桜井和寿（Mr.Children）
- 松山千春
- 山下達郎
- 福山雅治
- やしきたかじん
- 布施明
- 稲葉浩志（B’z）
- 甲本ヒロト（THE BLUE HEARTS）
- ねば〜る君

## 出演

### テレビ
- 有田P おもてなす（NHKテレビ）
- ウチのガヤがすみません!（日本テレビ）
- ものまねグランプリ（日本テレビ）
- 爆笑そっくりものまね紅白歌合戦（フジテレビ）
- 森田一義アワー 笑っていいとも!（フジテレビ）
- ライオンのごきげんよう（フジテレビ）
- とんねるずのみなさんのおかげでした（フジテレビ）
- めちゃ×2イケてるッ!（フジテレビ）
- 千鳥のクセがスゴいネタGP（フジテレビ）
- シルシルミシルさんデー（テレビ朝日）
- 新shock感（テレビ東京）
- ものまねランキング（テレビ東京）
- 上田ちゃんネル（テレ朝チャンネル）
- ソッキング（中京テレビ）
- 太田上田（中京テレビ）
- マチコミ（テレビ埼玉）
- ぽかぽか（フジテレビ、2024年1月10日）

### ラジオ
- ガリベンズ矢野のしゃべりたガリやの〜（西日本放送）
- RNCラジオ・チャリティー・ミュージックソン（西日本放送）

### ドラマ
- 義経のスマホ（NHK） - 大江広元 役
- べらぼう〜蔦重栄華乃夢噺〜（NHK） - 善吉 役